# Mauritiusskogsduva
Mauritiusskogsduva (Columba thiriouxi) är en utdöd fågel i familjen duvor inom ordningen duvfåglar som förekom på ön Mauritius. Fågeln är känd från benlämningar och tros ha dött ut omkring 1730 på grund av jakt, predation av införda råttor och avskogning.
Det subfossila materialet är tämligen begränsat och artens giltighet är ifrågasatt. Flera taxonomiska auktoriteter erkänner den ännu inte som art. Holotypen är en tars insamlad 1910 av Etienne Thirioux, därav det vetenskapliga artnamnet. Den beskrevs dock som art först 2011.